# Luc Urbain du Bouëxic de Guichen
Luc Urbain du Bouexic, conde de Guichen (n. Fougères, 21 de junio de 1712; f. Morlaix, 13 de enero de 1790), fue un almirante francés.

## Biografía
Luc Urbain du Bouëxic, conde de Guichen, entró al servicio naval a los 18 años como guardiamarina, el primer grado de oficial en La Royale (nombre dado en la época a la marina real francesa). En 1735 asciende a alférez de navío. En 1748 es promovido a teniente de navío, lo que le da el derecho de comandar una fragata, y es recibido como caballero en la Orden Real y Militar de San Luis (Ordre Royal et Militaire de Saint-Louis). Ese mismo año, Guichen había sostenido ya no menos de cinco combates contra fuerzas británicas superiores, mientras escoltaba desde las Indias Occidentales (Antillas) hacia Francia a un importante convoy.
En 1755 participa, a órdenes de Emmanuel Auguste Dubois de La Motte en una expedición en defensa de Louisbourg, puerto y fortaleza en la isla de Cap Breton, en la Acadia (en francés Acadie), parte del Canadá francés o Nueva Francia. En 1756 ya era capitán de navío, lo que le significaría poder comandar un navío de línea.
En 1775, al comando directo de la Terpsichore, manda una fuerza de cuatro fragatas, cinco corbetas, dos cúteres y una barcaza para reforzar la escuadra de evolución creada en 1772, por el ministro de Marina Pierre Étienne Bourgeois de Boynes, el primer grupo destinado al entrenamiento de la Marina. El primo del rey, el duque de Chartres, célebre posteriormente como duque de Orleans y con el apodo de Felipe Igualdad, se incorporó como voluntario al comando de la corbeta La Sylphide. Al año siguiente, Guichen es promovido a jefe de escuadra.
En la época en que Francia establece su alianza con los americanos durante la guerra de Independencia de los Estados Unidos, Guichen ejerce su comando en el canal de la Mancha. Con su navío Ville de Paris, participa en la victoria francesa de Ouessant, el 27 de julio de 1778, justo a popa de la nave almirante de la flota, el Bretagne. Por su bravura excepcional, recibe la banda roja de Comendador de la Orden de San Luis.
El navío del conde de Guichen está entre los que el 13 de febrero de 1778, en el puerto de Quiberon (Francia), saludan la entrada del buque norteamericano USS Ranger: este hecho marca el primer reconocimiento del pabellón de los Estados Unidos en su forma actual —barras y estrellas— por un gobierno extranjero.
En marzo de 1779 Guichen es promovido a teniente general de los ejércitos navales.
El 3 de febrero del año siguiente es enviado a las Antillas, con una escuadra de 16 navíos de línea y 4 fragatas, arribando el 22 de marzo a Martinica. Su oponente es el almirante británico Rodney. En su primer encuentro, el 17 de abril de 1780, a sotavento de Martinica (próximo a Dominica), el resultado de la batalla es incierto. Dos factores le permitieron escapar a la derrota: por una parte, los errores de ejecución de los capitanes de Rodney; por otra, su propia habilidad y la de sus segundos —en especial la del conde François Joseph Paul de Grasse—, los cuales, frente a un adversario temible, supieron conservar la ventaja del viento y mantener cerrada la línea de batalla.
Demostró la misma maestría en los dos combates siguientes, el 15 y el 19 de mayo. Estos tres enfrentamientos son conocidos en los archivos navales como «los tres combates del Señor de Guichen».
Cuando se acerca la estación de los huracanes (julio-septiembre), deja las Antillas con su escuadra, que tiene gran necesidad de reparaciones y escolta hacia Europa un convoy de 95 buques mercantes. Llega a Cádiz en septiembre. Durante toda esta campaña, Guichen demostró su capacidad de maniobra, y si no pudo conseguir una victoria categórica, al menos impidió a Rodney afectar a las posesiones francesas en las Antillas. En ese sentido, estas operaciones de Guichen son vistas como un triunfo por los historiadores franceses.
El 10 de diciembre de 1781, en Brest, Guichen toma el comando de una fuerza de 19 navíos de línea como escolta de un convoy de mercaderías y tropas hacia las Indias Occidentales. El 12 de diciembre, el almirante británico Richard Kempenfelt avista al convoy francés en el golfo de Gascuña, se adelanta a la escolta y, a pesar de su inferioridad numérica, ataca a los transportes mientras Guichen está a sotavento del convoy: Kempenfelt captura veinte mercantes y los otros huyen y vuelven a puerto. Es esta la única verdadera derrota de Guichen durante la guerra.
El 5 de septiembre se encuentra en Cádiz, y el 13 ataca Gibraltar, sin éxito. Estuvo siempre presente junto a los españoles cuando el almirante británico Richard Howe reforzó definitivamente Gibraltar en octubre de 1782.
Se retiró de la vida militar en 1783, y es elevado al grado máximo (Gran Cruz) de la Orden de San Luis el 1 de enero de 1784.
El conde de Guichen era, según el testimonio de sus contemporáneos, un cumplido caballero y noble de espíritu. Si no poseyó el genio combativo de un Suffren, es probable que poseyese más conocimientos científicos que ninguno de sus contemporáneos. Gran estratega y marino valeroso, participó en la renovación de "La Royale" que, a finales del reino de Luis XVI, era sin duda la más poderosa que Francia haya conocido.

### Fuente parcial
- Thomas Balch: Les Français en Amérique pendant la guerre de l’Indépendance des États-Unis, 1777-1783, 1872.

- Datos: Q3264929
- Multimedia: Luc Urbain de Bouëxic, comte de Guichen / Q3264929